# زمین‌لرزه بجنورد
زمین‌لرزه بجنورد ممکن است به یکی از موارد زیر اشاره داشته باشد:
- زمین‌لرزه ۱۳۰۲ بجنورد
- زمین‌لرزه ۱۳۰۸ بجنورد
- زمین‌لرزه ۱۳۷۵ بجنورد
- زمین‌لرزه‌های ۱۳۹۶ بجنورد